# 4つのセファルディムシナゴーグ

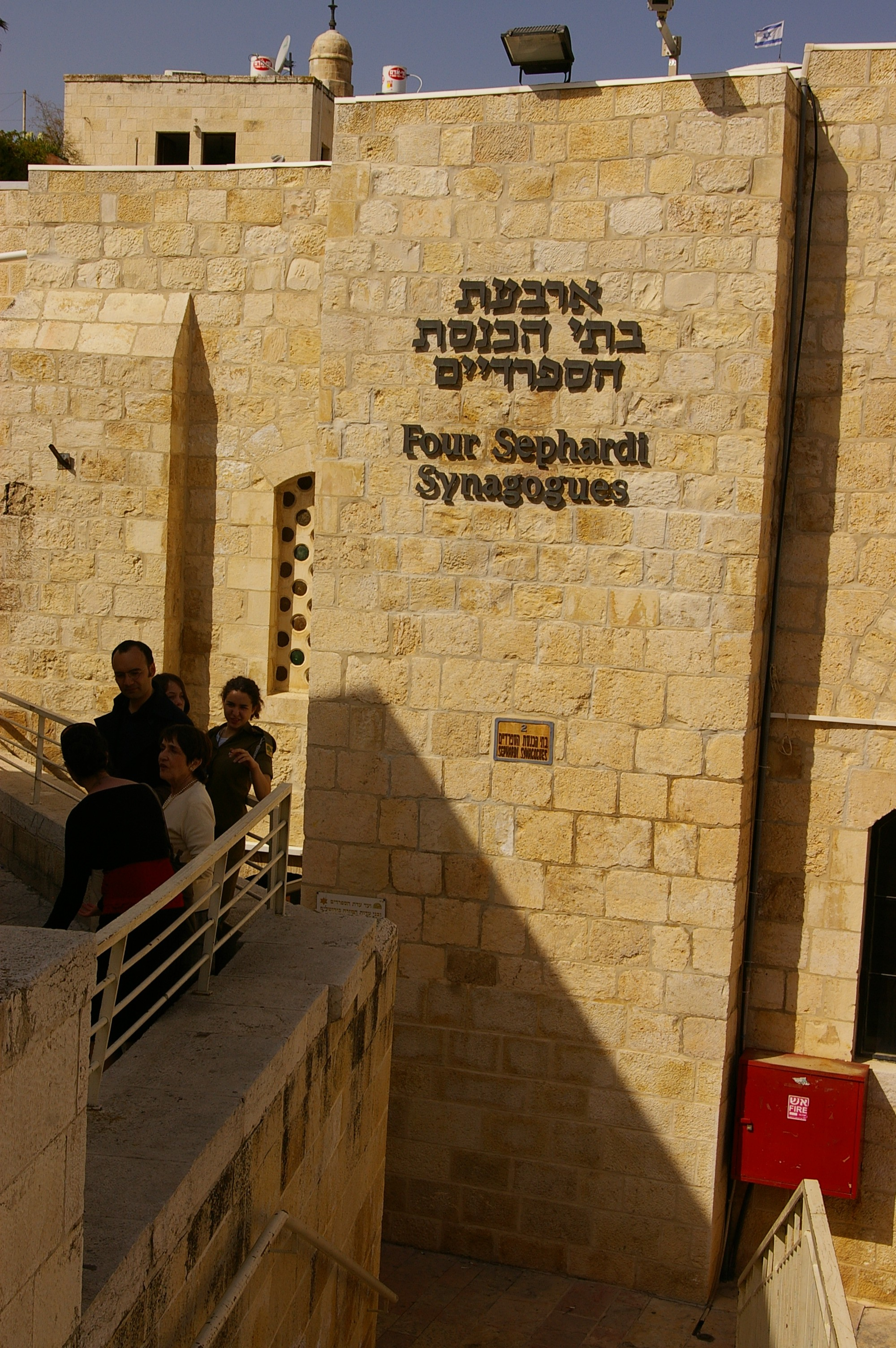
４つのセファルディムシナゴーグの外観

４つのセファルディムシナゴーグは、エルサレム旧市街のユダヤ教徒地区にある。セファルディムコミュニティの宗教的必要性を満たすために、異なる時期に建てられた４つのシナゴーグが隣接して立つ複合建築をなしている。それぞれの信徒集団は、異なる典礼を実践している。今日、この建物のほとんどは活発に用いられている。

## ヨハナン・ベン・ザカイ・シナゴーグ

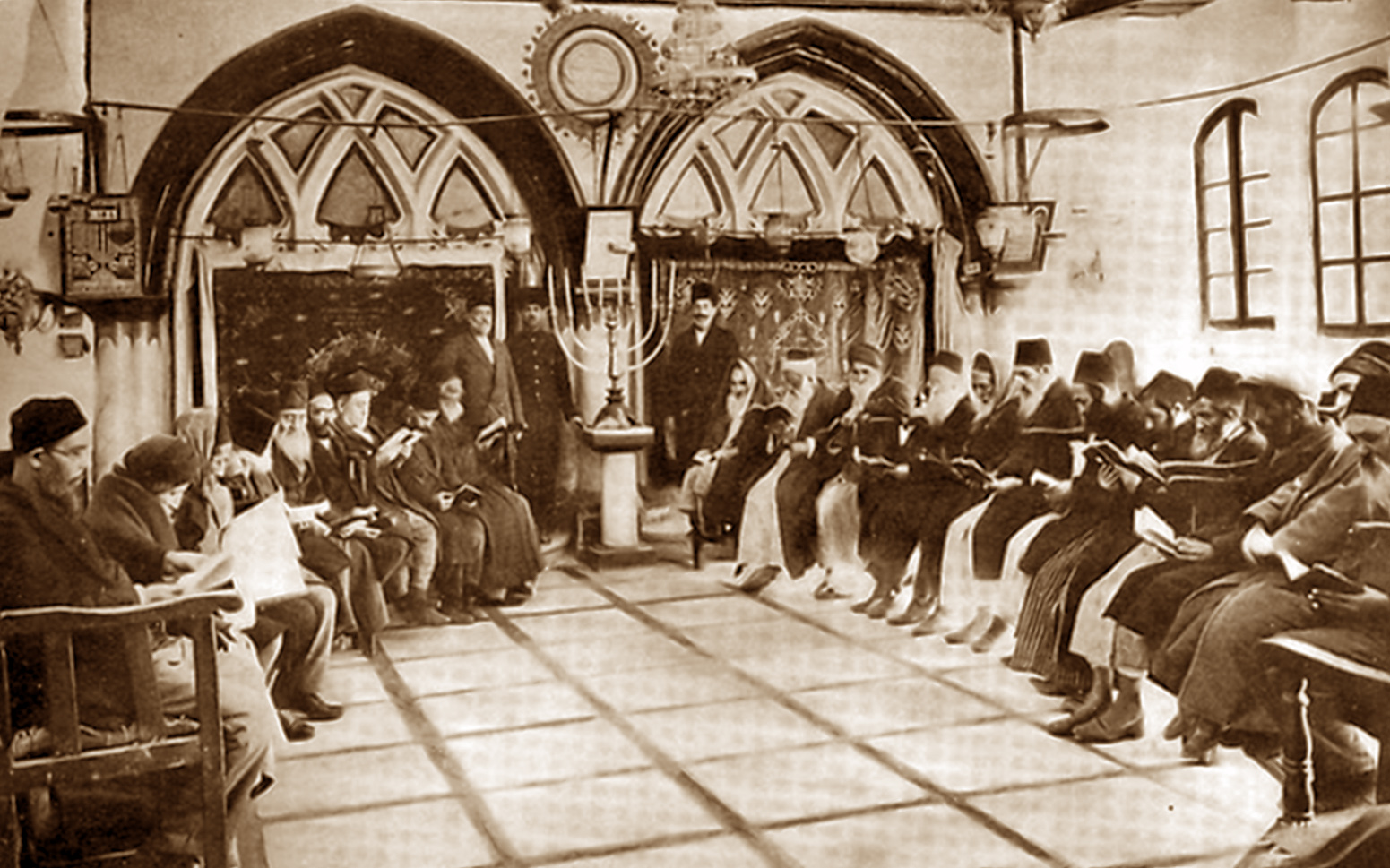
ハハム・バシ（主席ラビのオスマンでの呼び名）の就任、１８９３年

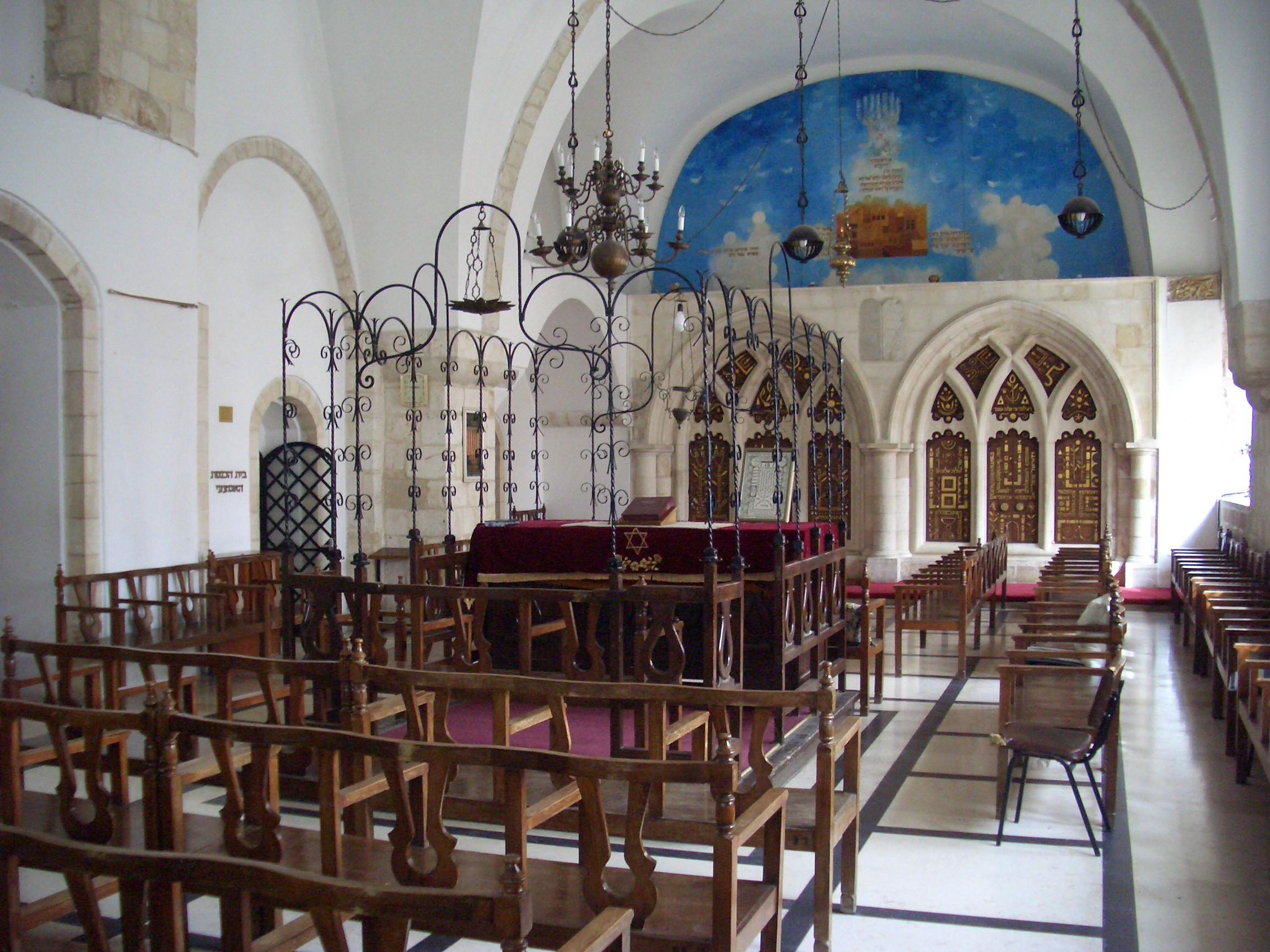
ヨハナン・ベン・ザカイ・シナゴーグ（２００６年）

17世紀初頭に建てられた。

## イスタンブーリ・シナゴーグ

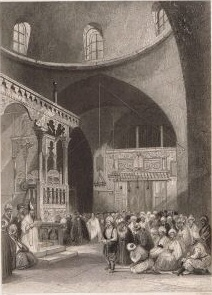
古い鉄製の彫刻、1825年

1764年より用いられている。

## エリアフ・ハ・ナヴィ・シナゴーグ

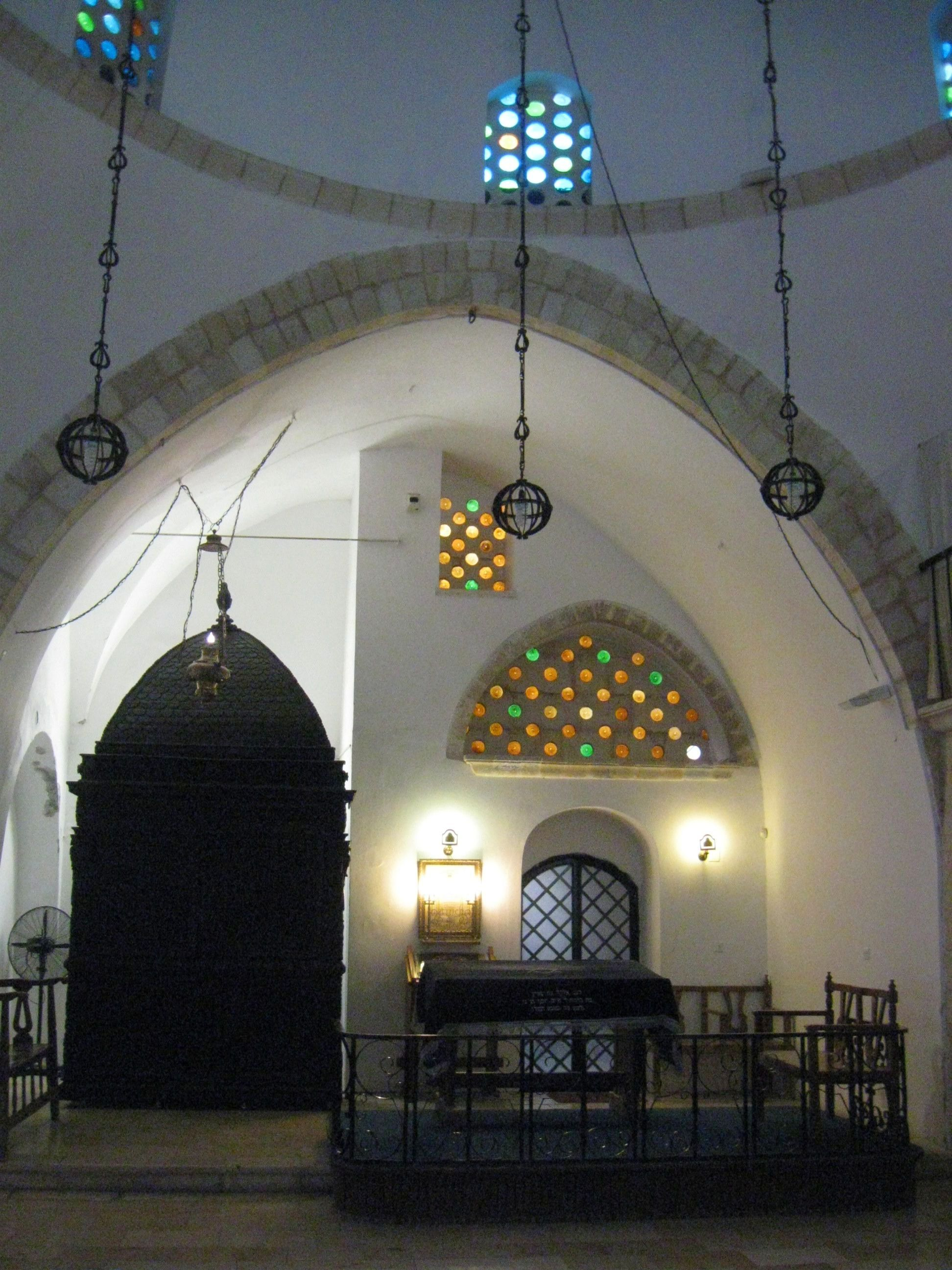
エリアフ・ハ・ナヴィ・シナゴーグ

16世紀に建てられ、預言者エリヤにちなんで名付けられた。

## エムツァイ・シナゴーグ

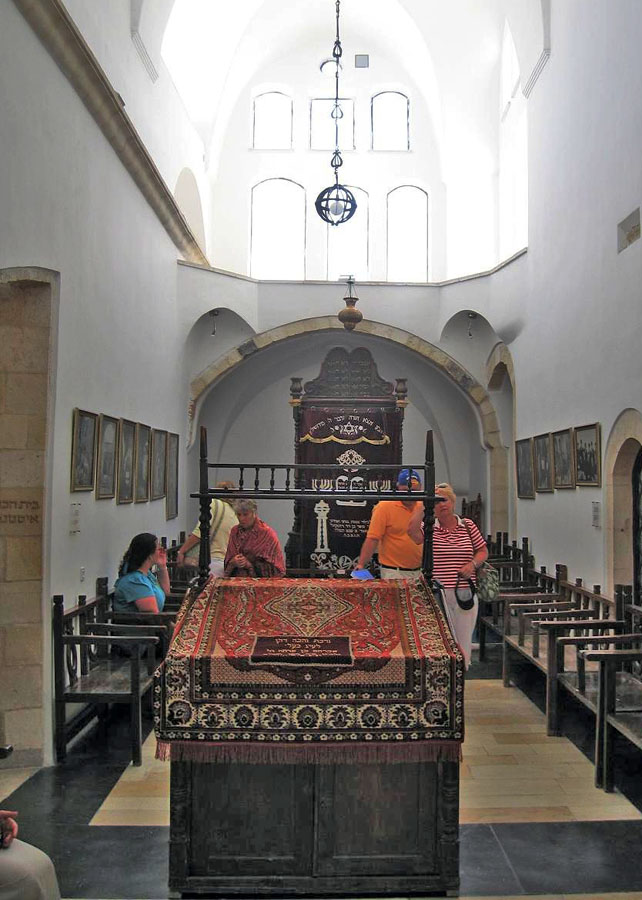
真ん中のシナゴーグ

18世紀半ばに、中庭に屋根をかけることが決められ、今の、真ん中のシナゴーグとして知られるものへとなった。